# Arie de Wit (voetballer, 1935)
Arie de Wit jr. (Amsterdam, 3 juni 1935 – Amsterdam, 19 december 2010) was een Nederlands voetballer en bestuurder bij AFC Ajax. Zijn vader, Arie de Wit sr., was jeugdcoach en bekleedde diverse bestuursfuncties bij Ajax.

## Carrière
Arie de Wit jr. werd in 1935 in Amsterdam geboren als zoon van Arie de Wit sr., die bij Ajax van de jaren '30 tot jaren '60 actief was als onder andere lid van de Elftalcommissie, Sectie Amateurvoetbal en Ledenraad, en als commissaris, jeugdcoach en vicevoorzitter. In de hongerwinter werden Arie jr. en zijn broer Jan tijdelijk bij Abe Lenstra in Oranjewoud ondergebracht. In de jaren '50 speelde hij in het tweede elftal van Ajax. Hij speelde eenmaal in het eerste elftal, in de met 4-2 verloren bekerwedstrijd tegen RKSV Volendam. In de jaren '60 en '70 was hij lid van de Ledenraad en Financiële Commissie, en was hij bestuurslid algemene zaken bij Ajax.